# 朝鮮民族
朝鮮民族（ちょうせんみんぞく、朝: 조선민족）は、朝鮮語をアイデンティティー・母語とする民族。大韓民国における民族名は韓民族（韓: 한민족） 。

## 概要
主に朝鮮半島地域に居住する。朝鮮民主主義人民共和国（北朝鮮）および中華圏では日本同様に民族名を朝鮮民族と呼ぶが、大韓民国（韓国）においては韓民族と呼称する。この民族の総人口は約8000万人であり、韓国人が約5200万人、北朝鮮人が約2500万人、韓国系アメリカ人が約250万人、韓国系イギリス人、韓国系カナダ人、韓国系オーストラリア人などが各100万人以上滞在しており（北朝鮮は自国民の海外進出規制のため、特に英語圏では韓国系以外の人口は僅少）、中華人民共和国の朝鮮系中国国籍少数民族である朝鮮族が約170万人、CISの諸国に住んでる高麗人が約50万人など分布している。
現代の朝鮮民族による朝鮮半島の統治は第二次世界大戦後の軍事境界線を境に分断されている。北側は朝鮮民主主義人民共和国（北朝鮮）で、南側は大韓民国（韓国）である。どちらも国際連合（国連）に加盟し、半島唯一の主権国家であると主張している。実際は内戦の休戦中という建前のもとに、冷戦時代から続くアメリカ合衆国とロシア（当時はソビエト連邦）の覇権争いの極東地域の緩衝のために分断されている半島である。
軍事境界線は常に監視されており、不適切と判断される越境に対して取締りを行っているため、両国間が直接の交流を行う機会は限られている。
文化的には、漢姓や儒教、漢字など歴代中国王朝から多分野にわたり強く影響を受けてきたのに加えて、日本統治時代に由来するものもある。一方で、近年になり改良を加えられた韓服などの服飾文化、キムチ、焼肉などの食文化（朝鮮料理）やパンソリ、タルチュム、などに独特の特徴が見られる。言語は朝鮮語、文字としてハングルを使用している。

## 歴史
先史時代の朝鮮半島は櫛目文土器（ウラル語族に関連）を有する遼河文明圏に属していた。このウラル系民族が、朝鮮民族の基層にある可能性が高い。古代の朝鮮半島は現代と比べ人口も少なく諸種族が点在しており、半島南部には倭人、北部には沃沮（よくそ）、濊（わい）、扶余（ふよ）などの濊貊（わいはく）系、挹婁（ゆうろう）、を中心に定住していた。
その中の中国の満洲南部から渡来した夫余から発展した高句麗が南下しながら半島に勢力を拡大し、これに連動するように半島中部で北部の馬韓諸国を統合した百済、半島東南部では辰韓諸国を統合した新羅が成立し、3国が鼎立するに至った。三韓時代を代表する百済、新羅、高句麗の各国はそれぞれ種族の偏りはあれど国である。その後、半島東南部を根拠地とする三韓系の国家である新羅が、百済・高句麗などの扶余、濊貊系国家を打ち破って半島中南部を占拠し、半島北部と満洲をつなぐ扶余系国家はなくなった。統一新羅の時代に新羅は旧百済や高句麗の一部の領域を支配し、これを治めていたが、住民の旧国家への帰属意識は依然と残り、統一新羅が弱まり後三国時代に入る。高句麗系住民が建国した渤海と対立したが、渤海の滅亡以後、新しく建国された高麗が帰順してきた一部の流民を受け入れた。こういったながれの中で、現在の民族意識の確立は13世紀頃とみられる。三国時代（新羅・高句麗・百済を指す）から民族集団としての歴史は受け継がれたとされるが、モンゴルに支配された13世紀に入り『三国史記』の編纂や民族の啓発や統合が活発となり、13世紀後半に、現在の民族としての自己独自性の熟成と遺伝子的な一致がほぼ完成されたとみられる。
朝鮮民族の成立に影響した域外民族に漢族と倭人及び満洲族がある。朝鮮半島では古来、中国からの渡来人により征服(箕氏朝鮮)・植民され、｢陳勝などの蜂起、天下の叛秦、燕・斉・趙の民が数万口で、朝鮮に逃避し渡来した。（魏志東夷伝）」「辰韓は馬韓の東において、その耆老の伝世では、古くの亡人が秦を避ける時、馬韓がその東界の地を彼らに割いたと自言していた。（同前）」とある。また衛氏朝鮮の滅亡後、漢四郡がおかれ、漢によって半島北部が直接支配に入ることで漢人の流入があり、後に土着化する。また、高麗時代初期に渤海人が23万8000人余りも帰化した。したがって、祖先が中国から渡来した渡来人が数多くいる。済州島にも耽羅民族が存在する。
南部においては、前方後円墳等の倭人との関連が指摘されている遺跡が今も残されている。また、新羅や任那などの半島南部の国々では、構成民族として倭人が定住していたほか、支配者層に多数の倭人が認められる。
東北部には、女真人など、ツングース民族の流入・渡来が相次いだ。
北朝鮮は2023年7月10日から「南朝鮮」から韓国(大韓民国)と呼ぶようになり、韓国は統一対象ではない別国家とし、「わが民族」という表現や統一政策を公式から削除した。専門家らによると、北朝鮮は南北統一を前提する方針から転換したからと推測されている。2024年1月5日には、今後これ以上韓国とは同じ民族ではないと宣言した。

### 言語系統に基づく研究
宮本一夫は粘土帯土器文化の話者を古朝鮮語だとしている。粘土帯土器文化は遼東半島の涼泉文化などの粘土帯土器文化が朝鮮半島北西部から南部へと広がったものであり、それまで朝鮮半島で主流であった無文土器文化とは系譜的つながりはない。また粘土帯土器文化はそのまま原三国時代から朝鮮語話者であったと思われる新羅が含まれる三国時代へとつながっていく。このことから粘土帯土器文化が古朝鮮語話者であり、それまでの日琉祖語話者であった無文土器文化に置き換わったものとしている。
中村大介によると、粘土帯土器文化は、遼河中流域で夏家店上層文化が消滅した後で、その系譜を引きつつ内モンゴル、モンゴル高原などの騎馬遊牧民の影響も受けて成立した文化である。その粘土帯土器文化は当初は朝鮮半島西部で栄えていたが、前2世紀になると後の新羅が成立する地域である朝鮮半島東南部で勢力を持つようになり、原三国時代になると東南部の慶尚道地方に多数の首長墓が出現するようになる。
宮本一夫によると、粘土帯土器文化人が遼東から朝鮮半島に渡ったきっかけとなったのは、中国の戦国時代に北京あたりにあった燕という国が、紀元前5〜6世紀に燕山山脈を超えて遼西に支配を広げたことによる社会的、政治的動乱だという。それによって伊家村2期の粘土帯土器を用いる人々が遼西東部から遼東、そして朝鮮半島南部まで移動したのだという。

## 遺伝子的系譜

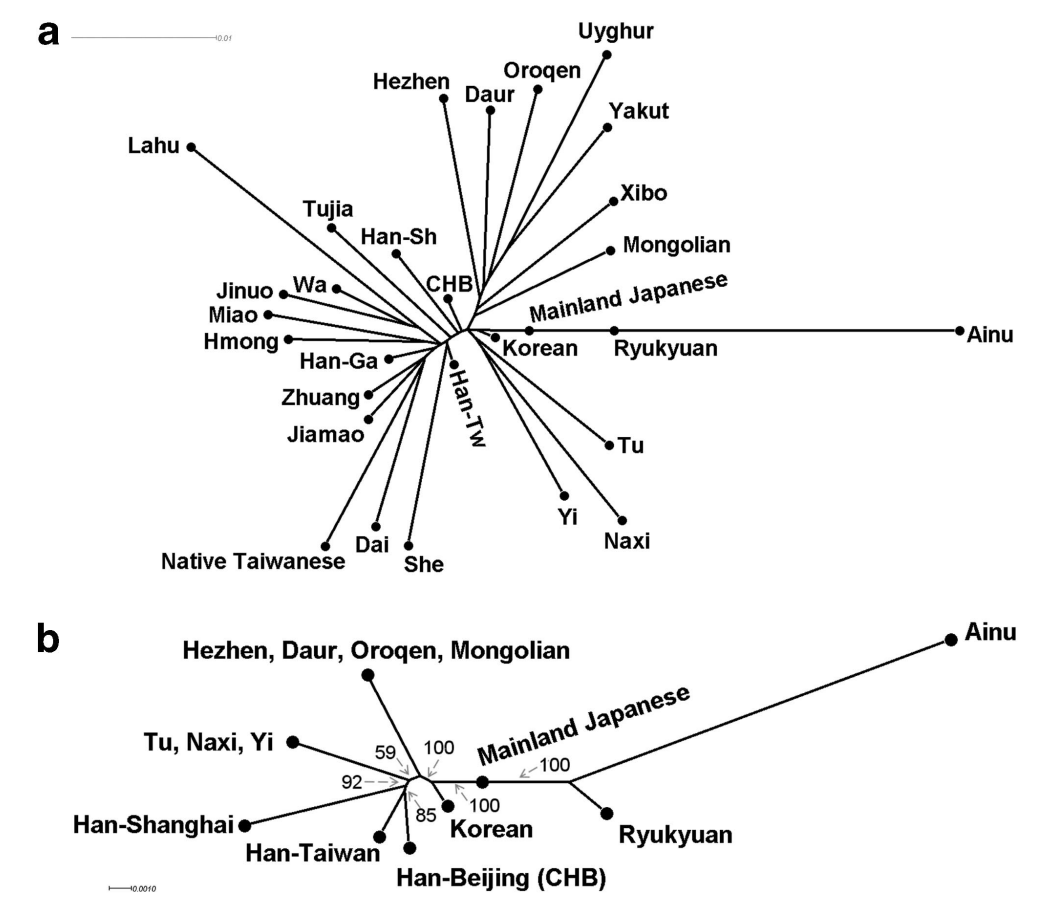
アジア民族集団の系統樹。図の表す通り朝鮮民族は、集団として、本土日本人と近いクラスターに属する。

### Y染色体・mtDNA
現在の朝鮮民族が持つY染色体ハプログループの大まかな分類では、割合の多い順に、O2-M122（東アジア全域に多い）、O1b2-M176（日本列島琉球列島及び朝鮮半島に多い）、C2-M217（北アジアに多い）、である。
最も多い O2-M122 系統は朝鮮民族で約44%の割合で確認されており、中国人など東アジアで多く見られる。
次に多い O1b2-M176 系統は約31%の割合でそれに続く。サブクレード（細分岐）まで分類すると朝鮮民族と、日本人（大和民族、琉球民族）には特徴的な違いがあり、朝鮮民族ではO-K4が約19%：O-K7/O-47zが約9%の割合で確認されるが、日本国内ではO-K4が約6.5%：O-K7/O-47zが約22%の割合で確認されており比率がほぼ逆転する。
三番目に多い C2-M217 系統は約13%-26%(北朝鮮)の割合で確認されている。この系統は中央アジア及び北アジアのカザフ人、モンゴル人、ブリヤート人、エヴェンキ人、ニヴフ人、コリャーク人や北アメリカのナ・デネ語族などに多く、漢民族（中国の主体をなす民族）、キン族（ベトナムの主体をなす民族）など、アジア東部では広域にわたって約10%の割合で確認されている。日本列島では北海道・日高のアイヌ民族と北部九州の住民がそれに準じ、日本全国では3%〜6%ほどである。なお、C2-M217保有の朝鮮民族男性のほとんど（84/89 = 94.4%)が東アジアに多いC-Z1338に属し、北アジアおよび北アメリカに多いC-L1373に属すものはC2-M217保有者の5.6%(5/89)に止まる。
その他に、少数ながらも朝鮮民族男性はフィン人、リトアニア人、ヤクート人など、極北ユーラシアに多いN-M231（約4%）、台湾の先住民である高砂族やその他の東南アジア島嶼部に多いO1a-M119（約3%）、東アジア広域にわたり低頻度で見つかっているO1b-P31(xM95, M176)（約2%）、アメリカ大陸の先住民やインド、ヨーロッパなどに多いP-M45（約2%）、そして日本人固有のD1a2 (D-M64.1)系統（日本列島起源、日本では約40%存在）の保持が2%ほどの割合で確認されている。このD1a2 (D-M64.1) は、中国の正史「三国志」「後漢書」に登場する狗邪韓国や新羅時代に活躍した日本人の一部がそのまま帰化したものとみられる。その他の少数ハプログループについては、東アジアないし北アジアが起源と考えられており、朝鮮民族以外の民族でも同じ頻度以上で確認されているため、とりわけ朝鮮民族を特徴づけるものと言い難い。

### HLA
韓国人（朝鮮民族）のHLAを系統発生的に分析した結果、日本人と山東省の漢民族に最も密接な関連があった。
HLA遺伝子による調査で朝鮮民族は満洲族、日本人、漢民族と近かった。HLAハプロタイプは、満洲や日本の日本海沿岸に特徴的なB44-DR13、B7-DR1がよく見られる。

### ゲノム
Kimら(2020)の研究では、朝鮮民族は悪魔の門古人骨に代表される新石器時代シベリア東部集団と、古代中国南部の集団の混合体として説明できることが示された。Sun(2023)らによる中国朝鮮族の調査では、満州人、漢民族と比べてより北東アジア系統が強く、現代韓国人、日本人および青銅器時代の西遼河人との強い親和性が見られている。また古代DNAを用いたモデリングでは西遼河青銅器時代85%、台湾の漢本15%の混血としてモデル化できることも示された
古代DNAの研究では個体ごとのばらつきが大きいものの、縄文人に関連した祖先との混血を示すデータが少なからず出ているが、現代朝鮮人では希釈されている。Robbeetsら(2021)の新石器時代の半島南岸の4体のサンプルからは0-95%の縄文人の祖先との混血割合を示すデータが出ている。Gelabertら(2021)らは三国時代の伽耶であった4〜5世紀の金海市出土の8例のサンプルを解析し、縄文人に関連した祖先の遺伝子を含むことを示した。

## 居住地域

### 南北対立
朝鮮民族の居住が最も多く集中する地域は朝鮮半島、すなわち韓国および北朝鮮である。一つの民族が2つ以上の国家に跨って分布することは世界的にはありふれているが、両国の国民はともに朝鮮民族・韓民族による国民国家という自意識を共有しており、並立する2国家の国民が互いを別民族と認識することはほとんどない。もっとも、北朝鮮、特に韓国にも民族成立前・後に渡来した少数民族は存在しており、厳密に言えば単一民族国家ではなく多民族国家である。沙也可のように文禄・慶長の役の際に帰化した日本人もいたとされる。
両国における朝鮮民族の人口は、韓国・北朝鮮は国内に少数民族をほとんど抱えていないため、それぞれの総人口にほぼ一致し、韓国に5,000万人、北朝鮮に2,300万人ほどである。

### 在外移民
韓国・北朝鮮の国外では、中国・北朝鮮国境に近い中国東北地区の吉林省周辺に朝鮮族がおよそ200万人ほど居住し、中国55少数民族の一つと見なされている。
かつては北朝鮮・中国吉林省と境を接するロシアの沿海州にも居住していたが、第二次世界大戦中に中央アジアに集団追放され、そのまま中央アジアに住み続けている者もいる。そのうちウズベキスタンに住む朝鮮系の人口は110万人ほどで、同国の人口の5%近くを占める。ロシア語では朝鮮民族のことを英語のコリアンと同じように、「高麗」に由来する「コレイツィ（корейцы, korejtsy'）」という呼称を用い、中央アジアの朝鮮民族は「コリョサラム」（「高麗人」の意）と自称する。
世界各地にも、朝鮮系の人々がいる。日本には併合前の難民や、併合後及び戦時中の本土への「徴用及び徴兵」または出稼ぎ、戦後の本土在留、正規の入管手続きを経ない入国者、移民である在日韓国・朝鮮人、アメリカ合衆国にはコリアンアメリカン、カナダにはコリアンカナディアンと呼ばれるそれぞれ数十万から百数十万の朝鮮系の人々が居住しており、一定の民族意識を保って暮らしている。こうした在外の朝鮮系の人々が集住して暮らす町は「コリア・タウン」と呼ばれ、世界各地に点在する。
韓国人は、海外移住や海外留学を希望する者が多く、ソウル大学校が行った調査では、2005年の調査では「機会があれば外国に移住する」と回答した者が全体の46.1%、「子どもを早期留学させようと考えている」と回答した者は全体の69.8%となっている。2015年にはこの割合は減っているが、それでも「外国に移住」は30.3%、「早期留学」も50.9%となっている。中央日報が大学生800人に対して行った調査では、回答者の70.4%が「韓国を離れて移住したいと考えたことがある」と答えた。

## 文化

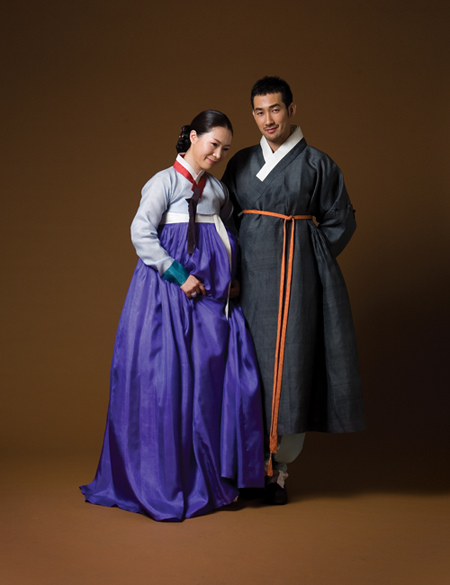
韓服

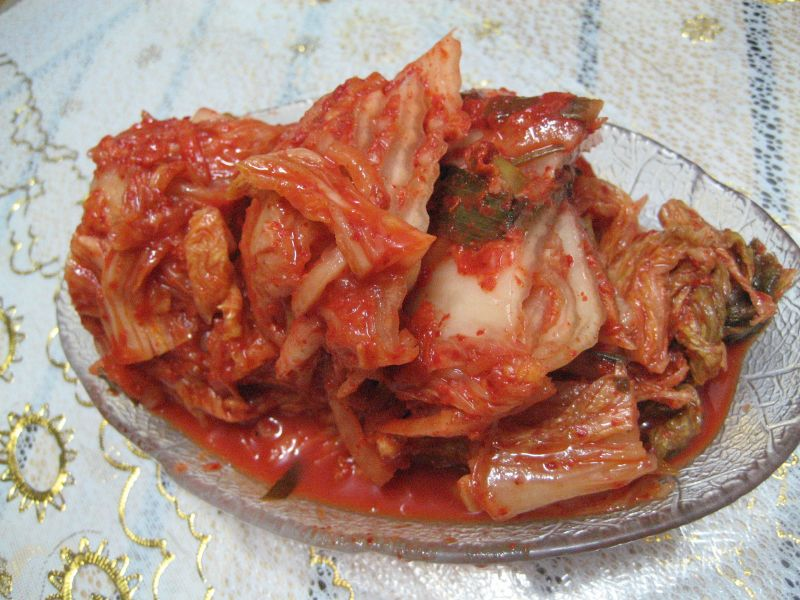
キムチ

### 宗教
習俗・習慣の面では、李氏朝鮮時代に民衆に浸透した儒教の影響がしばしば指摘され、アニミズムを背景としたシャーマニズム的な信仰と儒教との混合形態による先祖崇拝が根付いている。なお、先祖崇拝は東アジア地域共通の特徴であるため、その起源がどこにあるかを求めるのは難しいとされている。
これに加えて、仏教信仰がある。仏教は高麗時代に国教とされるなどかつては隆盛を誇っていたが、李氏朝鮮が儒教を国教と定めて仏教を弾圧したため、現在では少数派になっている。
近代には西洋からもたらされたキリスト教が急速に広まった。特に北部ではキリスト教が深く浸透した。また、こうした新しい外来宗教に刺激される形で朝鮮民族独自の宗教である天道教が興った。第二次世界大戦後は、特に韓国においてキリスト教が強い影響力を持つに至っている。韓国社会におけるキリスト教の浸透はかなり深く、戦後、布教が停止状態にある北朝鮮においても根強く信仰が残っていると見られている。

### 郷土意識
近現代のディアスポラや植民地支配、南北分断などの経緯に加え、徴兵制度が存在する事から民族への帰属意識は高いが、一方で地方の郷土意識も根強く残っている（韓国の地域対立）。特に慶尚道と全羅道との対立は、朴正煕以降、長く慶尚道がエリートのリクルートや資源の配分において優遇されたことが背景となっており、それ以前にどの程度の対立が存在していたのかはつまびらかではない。西北の対立については、南北分断によって実態がわかりにくくなっている。